# 티베트 자치구의 코로나19 범유행
다음은 티베트 자치구의 코로나19 범유행 현황에 대한 설명이다. 이 기사는 중화인민공화국 티베트 자치구에서 발생한 COVID-19 대유행의 상황을 기록하고 있다.

## 배경
세계보건기구(WHO)는 12일 2019년 12월 31일 처음 WHO의 주목을 받았던 중화인민공화국 후베이성 우한시의 한 집단에서 신종 코로나바이러스가 호흡기 질환의 원인임을 확인했다. 이 군단은 처음에 우한화난수산물도매시장과 연결되어 있었다. 그러나 실험실 확정 결과가 나온 그 첫 사례들 중 일부는 시장과 연관성이 없었고, 전염병의 근원은 알려져 있지 않다.
2003년 사스와 달리 COVID-19의 경우 치명률은 훨씬 낮았지만, 총 사망자 수가 상당할 정도로 감염 경로는 훨씬 더 컸다. COVID-19는 전형적으로 약 7일 정도의 독감과 유사한 증상을 보이며, 그 후 일부 사람들은 병원에 입원해야 하는 바이러스성 폐렴의 증상으로 발전한다. 3월 19일부터 COVID-19는 더 이상 "높은 결과 감염병"으로 분류되지 않았다.

## 연혁
당시 티베트 자치구에서 의심 환자와 확진 환자는 없었지만, 지난 1월 27일 티베트 자치구 당위원회 서기장과 자치구 위원장을 단장으로 하는 자치구 지도부를 신설해 신종 코로나바이러스 폐렴에 대응했다. 동시에 티베트 자치구는 2급 공중보건 비상대응을 선언했다. 이날부터 티베트 자치구 내 모든 관광지는 잠정 폐쇄됐으며, 티베트 자치구 방문자는 모두 지정된 장소에 14일간 격리 조치됐다. 1월 29일, 티베트 자치구는 주요 공중 보건 비상 대응 수준을 레벨 1로 높였다.
1월 29일, 티베트는 우창 기차역에서 라싸시로 가는 기차를 탔던 후베이성 쑤이저우시 출신의 한 사람이 1월 22일~24일에 첫 의심사례를 보고했다. 1월 30일, 그 사건은 확정되었다. 지난 2월 12일 티베트 자치구 제3인민병원에서 회복돼 퇴원했다. 이에 따라 티베트에서 확인 및 의심사례가 활발히 발생해 0명으로 줄었다.

## 같이 보기
- 부탄의 코로나19 범유행
- 중국 대륙의 코로나19 범유행
- 네팔의 코로나19 범유행